# ویتلک
اوی‌تِلِک (به مجاری:  Újtelek) یک منطقهٔ مسکونی در مجارستان است که در ناحیه کالوچا واقع شده‌است. اوی‌تِلِک ۹٫۵۶ کیلومتر مربع مساحت و ۳۵۰ نفر جمعیت دارد.